# 赤角龙属
赤角龍屬，是種小型角龍亞目恐龍，生存於晚白堊紀的坎潘階。化石發現於蒙大拿州的雙麥迪遜組。
模式種霍氏赤角龍（C. hodgskissi）由美國古生物學家：布蘭達·金納利（Brenda J. Chinnery）與杰克·R·霍纳在2007年敘述、命名。屬名在拉丁文意為「紅色的面孔」；種名則是取自化石發現者 Wilosn Hodgskiss 的姓氏。正模標本（編號MOR 300）的完整度高達80%。赤角龍屬於角龍亞目，角龍亞目是群植食性恐龍，具有喙嘴，生存於白堊紀時期的北美洲與亞洲。赤角龍是種基底新角龍類，但詳細的分類則不確定；牠們一度被類於纖角龍科，但其他研究則認為牠們是纖角龍科的姐妹分類。

## 外部連結
- 在蒙大拿州找到恐龍的失落環節 （页面存档备份，存于） - 國家地理雜誌報導。網頁中的骨骸是蒙大拿角龍。